# 酒田信用金庫
酒田信用金庫（さかたしんようきんこ）は、かつて山形県酒田市に本店を置ていた信用金庫である。

## 概要
1951年5月、酒田信用組合として設立。翌年には信用金庫に転換し、酒田信用金庫となる。
2002年6月24日、同年4月のペイオフ凍結解除を踏まえ、経営基盤の強化を狙い余目町に本店を置いていた庄内信用組合を合併。同信組の店舗3店を新たに加え、総店舗は10店となった。また合併は当初、同年5月末を予定していたが、電算システムの調整等が長引き1か月ほどずれ込んだ。
その後、JR酒田駅前で再開発を予定していた不動産会社に対する多額の融資が不良債権となり経営難となった。2006年2月には信金中央金庫から理事長を迎え、不良債権処理を進め、2008年3月17日、鶴岡市に本店を置く鶴岡信用金庫と合併し解散した 。

## 沿革
- 1951年（昭和26年）5月7日 - 酒田信用組合として設立。
- 1952年（昭和27年）4月1日 - 信用金庫に転換、酒田信用金庫に改組。
- 1953年（昭和28年）7月14日 - 戸野町支店開設[4]。
- 1961年（昭和36年）2月10日 - 若竹町支店開設[4]。
- 1972年（昭和47年）3月24日 - 東大町支店開設[4]。
- 1980年（昭和55年）7月29日 - 若宮町支店開設[4]。
- 2002年（平成14年）6月24日 - 庄内信用組合と合併する。
- 2008年（平成20年）3月 - 鶴岡信用金庫に合併され、解散。